# Anton Rovner

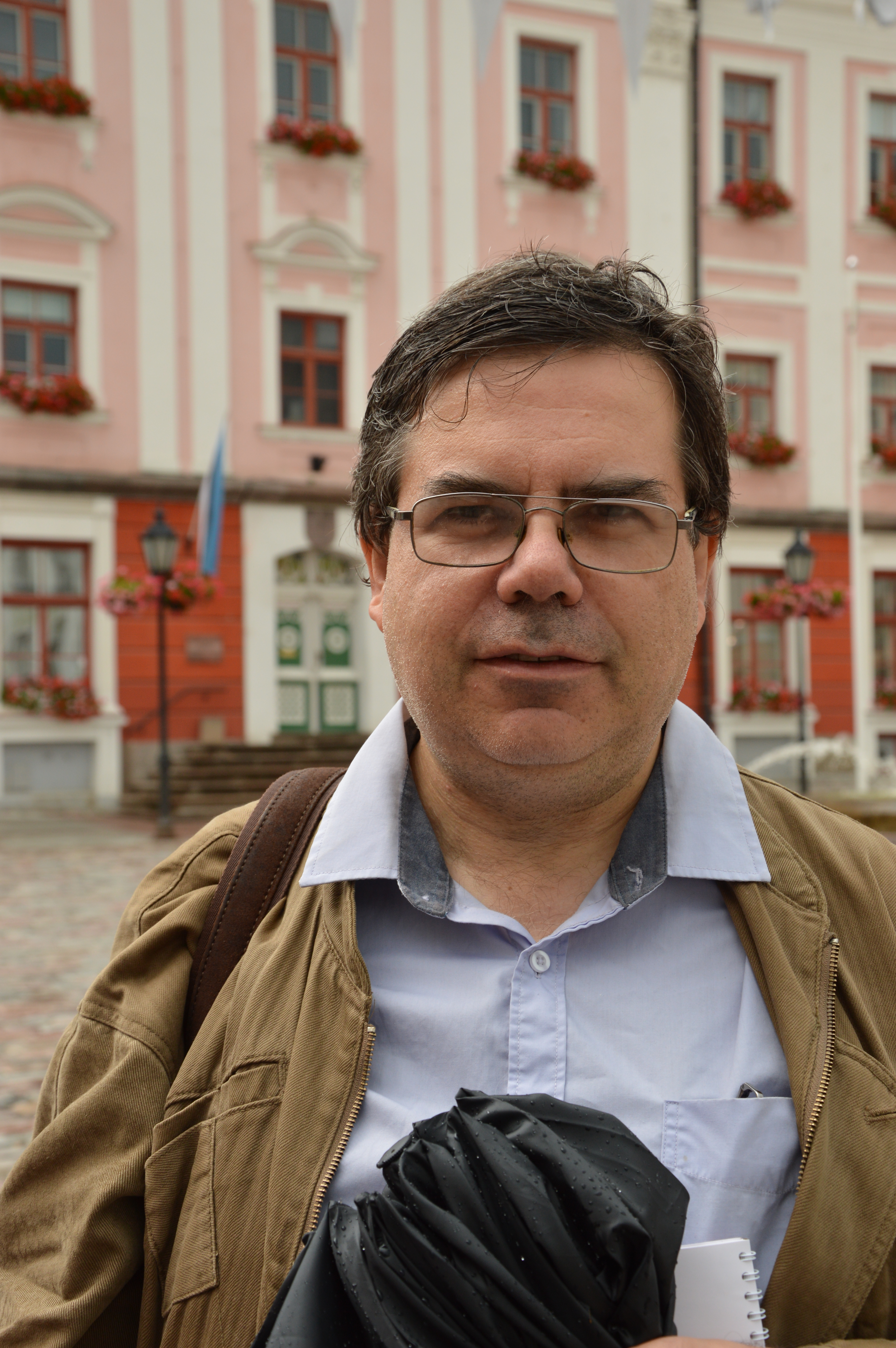
Anton Rovner (2019)

Anton Arkadyevich Rovner (russisch Антон Аркадьевич Ровнер; Transkription Anton Arkadjewitsch Rowner; * 28. Juni 1970 in Moskau) ist ein russischstämmiger US-amerikanischer Komponist, Musikkritiker und Musiktheoretiker.

## Leben
Rovner wurde 1970 als Sohn des Schriftstellers Arkady Rovner in Russland geboren und emigrierte 1974 mit seiner Familie in die USA.
Er studierte Klavier an der Manhattan School of Music und Komposition bei Andrew Thomas und Milton Babbitt an der Juilliard School (Master 1993) sowie von 1994 bis 1997 bei Charles Wuorinen an der Rutgers University, wo er seinen Ph.D. machte. Darüber hinaus studierte er Komposition bei Eric Ewazen im Rahmen des Estherwood Music Festivals, für zwei Jahre Musiktheorie bei Joseph Dubiel an der Columbia University und bei Wladimir Tarnopolski und Tristan Murail. Von 1989 bis 1990 erhielt er ein Studienstipendium für das Moskauer Konservatorium bei Nikolai Sidelnikow und Juri Cholopow. Seine Diplomarbeit schrieb er über den Komponisten Sergei Protopopow. 1998 besuchte er die Darmstädter Ferienkurse.
Von 1992 bis 1997 war er künstlerischer Leiter der Bridge Contemporary Music Series am Lincoln Center, bei dem er russische, europäische und amerikanische Komponisten einlud. Er berät die Composers Concordance in New York und ist Mitglied des American Music Center und der Composers Guild in New Jersey. Außerdem organisierte er mehrere Konzerte in Sankt Petersburg und Moskau.
Seine Werke wurden bereits in Russland, Ukraine, Italien, Südkorea, Moldawien, Frankreich, Rumänien, Schweiz und USA aufgeführt. 2005 war er Gastkomponist am Visby International Centre for Composers in Schweden. Außerdem ist er als Musikkritiker tätig, unter anderem für Muzykal'naja akademija, Musica Ukrainica online magazine und das 21st Century Music Magazine. Für letzteres Musikmagazin führte er Interviews mit Komponisten wie Jean-Luc Darbellay, Tristan Murail und Alvin Lucier durch. Darüber hinaus war er als Journalist bei den ISCM World Music Days 2000 und mehrmals bei den Dresdner Tagen der zeitgenössischen Musik zugegen.
Seit 1997 lebt er in Moskau, wo er am Konservatorium als Lehrkraft am Lehrstuhl für Interdisziplinäre Musikwissenschaft (Professor Walentina Cholopowa) der Fakultät für Musiktheorie und Musikgeschichte tätig ist.

## Auszeichnungen
- BMI Student Composer Awards der BMI Foundation (1988)[3]
- IREX Grant (1989/90)